# پشت جبهه
«در پشت جبهه» (به انگلیسی: Behind the Front) آلبومی از بلک آید پیز است که در سال ۱۹۹۸ میلادی منتشر شد.